# Astrométrie

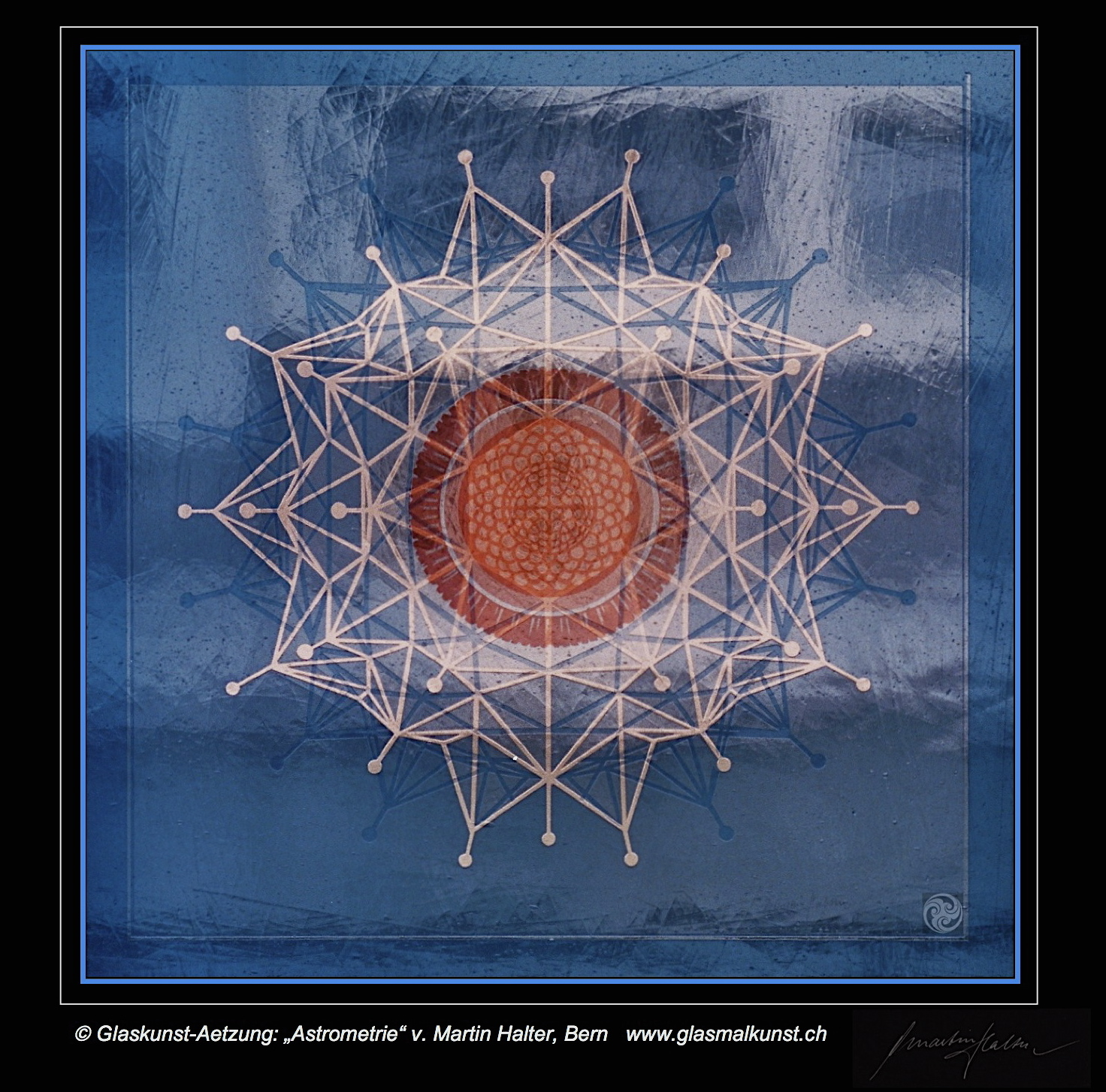
Astrometrie de Martin Alter.

L'astrométrie, mieux connue autrefois sous le nom d'astronomie de position (le spécialiste est un astrométrologue), est la branche de l'astronomie qui évalue la position, la distance et le mouvement des étoiles et des autres objets célestes. La distance des étoiles est calculée grâce à la mesure de leur parallaxe annuelle. L'astrométrie donne aussi aux astronomes un cadre de référence pour leurs observations et sert à l'élaboration du Temps universel.
L'astrométrie est fondamentale dans des domaines comme la mécanique céleste, la dynamique stellaire et l'astronomie galactique. Elle est également la base observationnelle de l'étude de la dynamique des corps du Système solaire, permettant notamment de confirmer le principe de Copernic et l'héliocentrisme.

## Historique
L'origine de l'astrométrie remonte au moins à l'Antiquité et était largement synonyme d'astronomie jusqu'au XIXe siècle quand d'autres types d'études astronomiques telle la spectroscopie sont devenus possibles.
Au cours du temps, l'astrométrie a subi différentes évolutions avec l'invention du cadran solaire, du sextant, de l'astrolabe, du télescope, de l'héliomètre et de la lunette méridienne.

### Antiquité

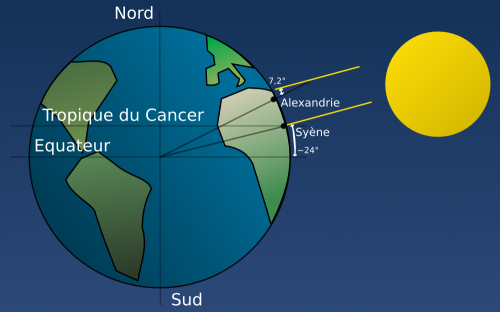
Calcul de la circonférence de la Terre par Ératosthène.

Au IVe siècle av. J.-C., Aristarque de Samos fait une des premières tentatives de calculs des tailles et des distances du Soleil et de la Lune. Ensuite Ératosthène inventa un système de latitude et de longitude, et utilisa la variation de l'élévation du Soleil pour estimer la taille de la Terre ; valeur assez précise qui fut utilisée durant des centaines d'années,.
Enfin au IIe siècle av. J.-C., Hipparque compile le premier catalogue d'étoiles et invente l'échelle de magnitude apparente.

### Moyen Âge
Après le déclin de l'empire romain, les avancées astronomiques se concentrèrent à l'est notamment en Chine sous la dynastie Han de 206 av. J.-C. à 220 et en Inde. L'empire Gupta autour de 320 apr. J.-C., encouragea la navigation et les mathématiques avec notamment l’adoption du concept du zéro et l’utilisation des chiffres arabes. L’influence étant mutuelle avec les pays arabes plus proches géographiquement que ne l’était l’Europe. L’astronomie fut reconnue comme une discipline à part en Inde et autour de l’an 500, Aryabhata avait comme opinion que la Terre était une sphère tournant sur elle-même.
L’islam, quant à lui, s’appuya sur les textes grecs et enseigna l’astronomie en tant que discipline notamment pour répondre à des questions pratiques telles que la direction des mosquées vers La Mecque, le rythme des prières au cours de la journée et le calcul précis du début et de la fin du Ramadan. En attestent les réussites d’Al-Battani en Xe siècle pour améliorer les descriptions de Ptolémée sur les orbites du Soleil et de la Lune. De même Ibn Yunus a décrit les alignements planétaires et les éclipses de Lune.
En Chine autour du XIe siècle et XIIe siècle l’observation astronomique devint florissante. Sous l’influence des empereurs, qui voulaient assurer à leur dynastie un destin favorable grâce à l’astrologie, les catalogues d'étoiles et le repérage des comètes se sont développés.

### Époque moderne

#### Héliocentrisme
L’Europe devint plus prospère et plus stable vers la fin du Moyen Âge permettant à la science de s’établir de nouveau. Nicolas Copernic jeta les fondations d’un modèle crédible héliocentrique, et mit en évidence que la Terre était sujette à trois types de mouvement dans l’espace : rotation autour du soleil, rotation sur elle-même et enfin précession. Ses observations faites sans télescope, puisque son invention ne se fera qu’après, ne furent pourtant pas si précises. Ce n’est qu’avec Johannes Kepler,  Galilée et Isaac Newton que l’on comprit que les orbites des planètes du système solaire étaient elliptiques et non circulaires.
L’établissement d’un système héliocentrique amena une autre réalisation, la Terre étant en mouvement, les étoiles prétendues fixes ne pouvaient être immobiles. À moins qu’elles ne soient à une distance infinie, elles devaient forcément posséder un mouvement de parallaxe. Cette notion importante en astrométrie fut donc établie, et la quête vers la mesure d'une parallaxe, aussi petite soit-elle, commença.

#### Navigation maritime
Au XVIIe siècle, avec le développement de la compagnie des Indes et l'établissement des colonies, une problématique plus urgente amena au développement de l’observation astrométrique : la navigation maritime avec la détermination de la longitude.

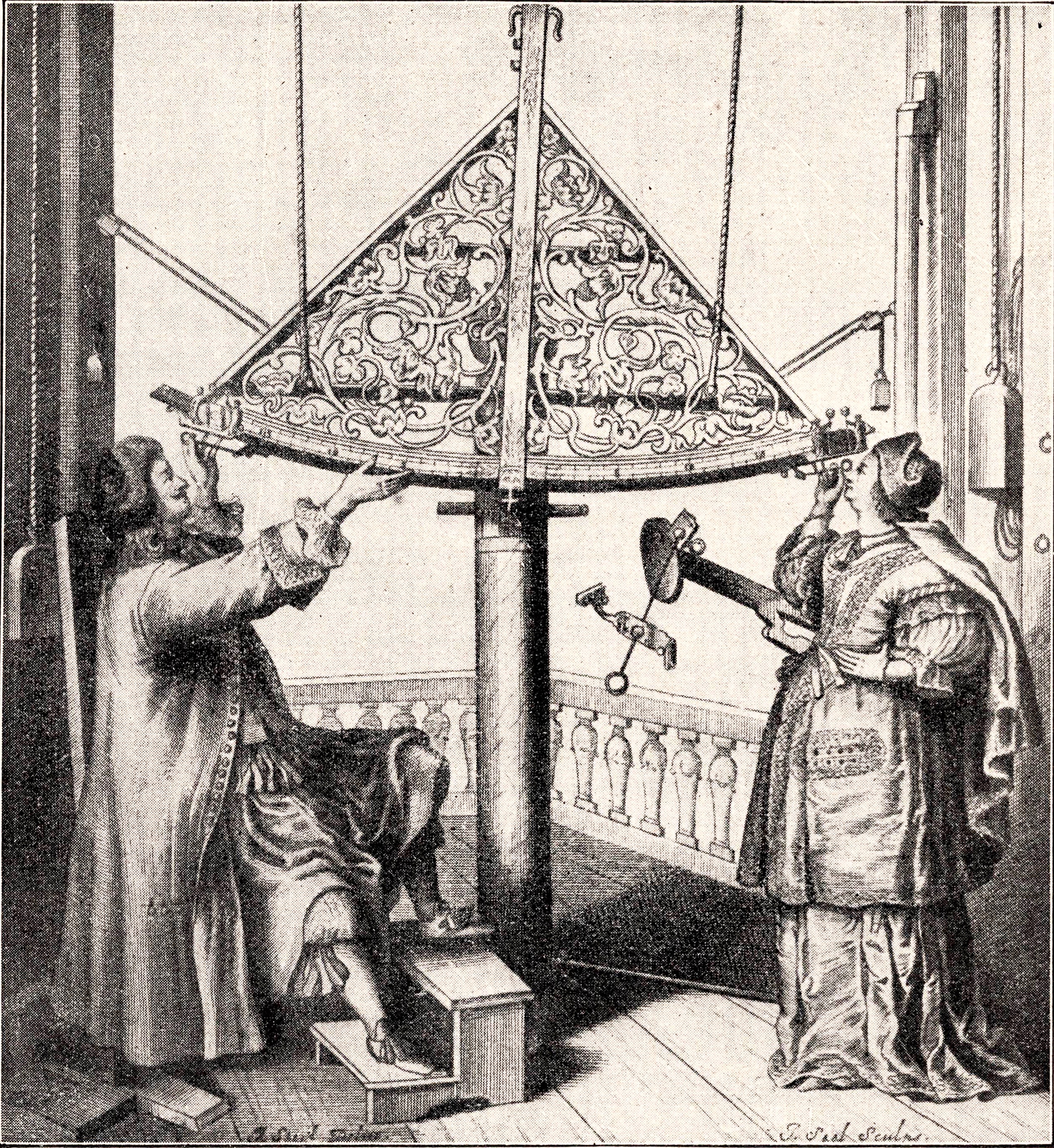
Elisabeth observant le ciel avec un sextant de six pieds en cuivre.

 Sans une longitude précise, les bateaux qui se perdaient en mer ne pouvaient retrouver leur itinéraire d’origine. Et c’était en lien direct avec la mesure du temps. Le repérage des étoiles permettait une orientation mais ce n’est qu’avec la connaissance de l’heure locale que l’on peut se localiser. Pour répondre à ce problème, Louis XIV en France décide de la création de l’Observatoire de Paris et Charles II en Angleterre de l’Observatoire royal de Greenwich avec comme objectif de créer des catalogues d’étoiles pour la navigation maritime.
S’ensuivit la création d’almanachs tels que la Connaissance des temps. En parallèle le sextant fut conçu, notamment utilisé par Elisabeth Hevelius pour mesurer la hauteur des étoiles par rapport à l’horizon. Le sextant devenait ensuite plus compact pour être utilisé à bord de navire. Combiné avec un chronomètre et un almanach nautique les marins pouvaient enfin établir une longitude. Le problème de la navigation maritime fut résolu et le Board of Longitude s’arrêta en 1828.

### Époque contemporaine

#### Premières parallaxes

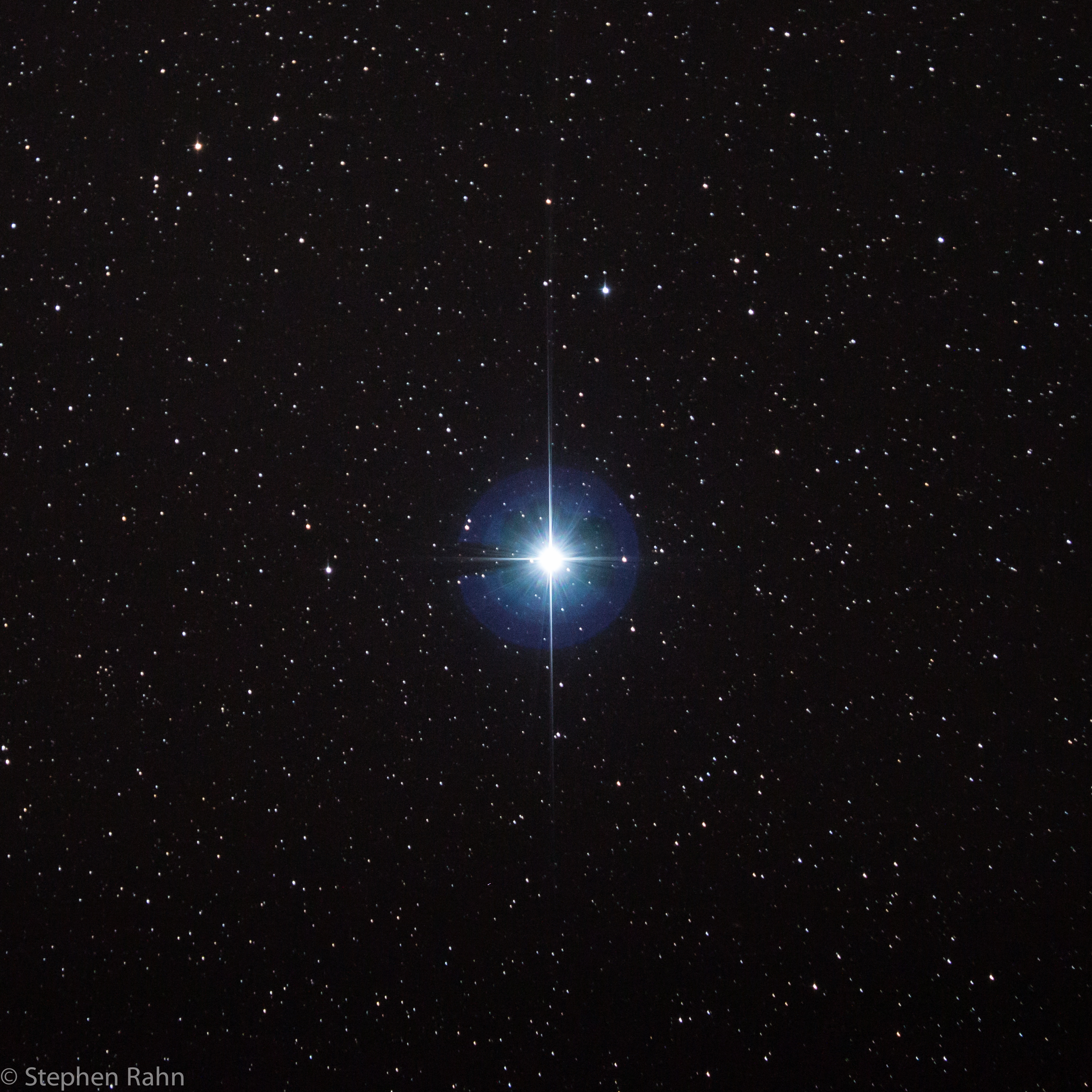
L'étoile Véga, une des premières étoiles dont on a pu estimer la distance.

Les parallaxes annuelles des étoiles étant extrêmement petites, elles sont très difficilement mesurables. Ayant des valeurs inférieures à une seconde d’arc, un facteur de perturbation entre en compte : la turbulence atmosphérique. Les premières mesures réussies de parallaxes des étoiles (et par déduction leurs distances par rapport à la Terre) se sont établies que très tard vers 1830, le temps d'avoir non seulement de meilleurs instruments mais aussi de pouvoir discerner les étoiles les plus proches de la Terre. Friedrich Bessel est généralement crédité comme le premier astronome à mesurer une parallaxe, aidé par les travaux de William Struve. Bessel établit la distance de l’étoile 61 Cygni à 10,5 années-lumière, pour une parallaxe de 0"31.
Les étoiles Véga et Sirius ont été les premières étoiles avec 61 Cygni dont les distances ont été mesurées avec une bonne précision.

#### Relevé astronomique et Photographie

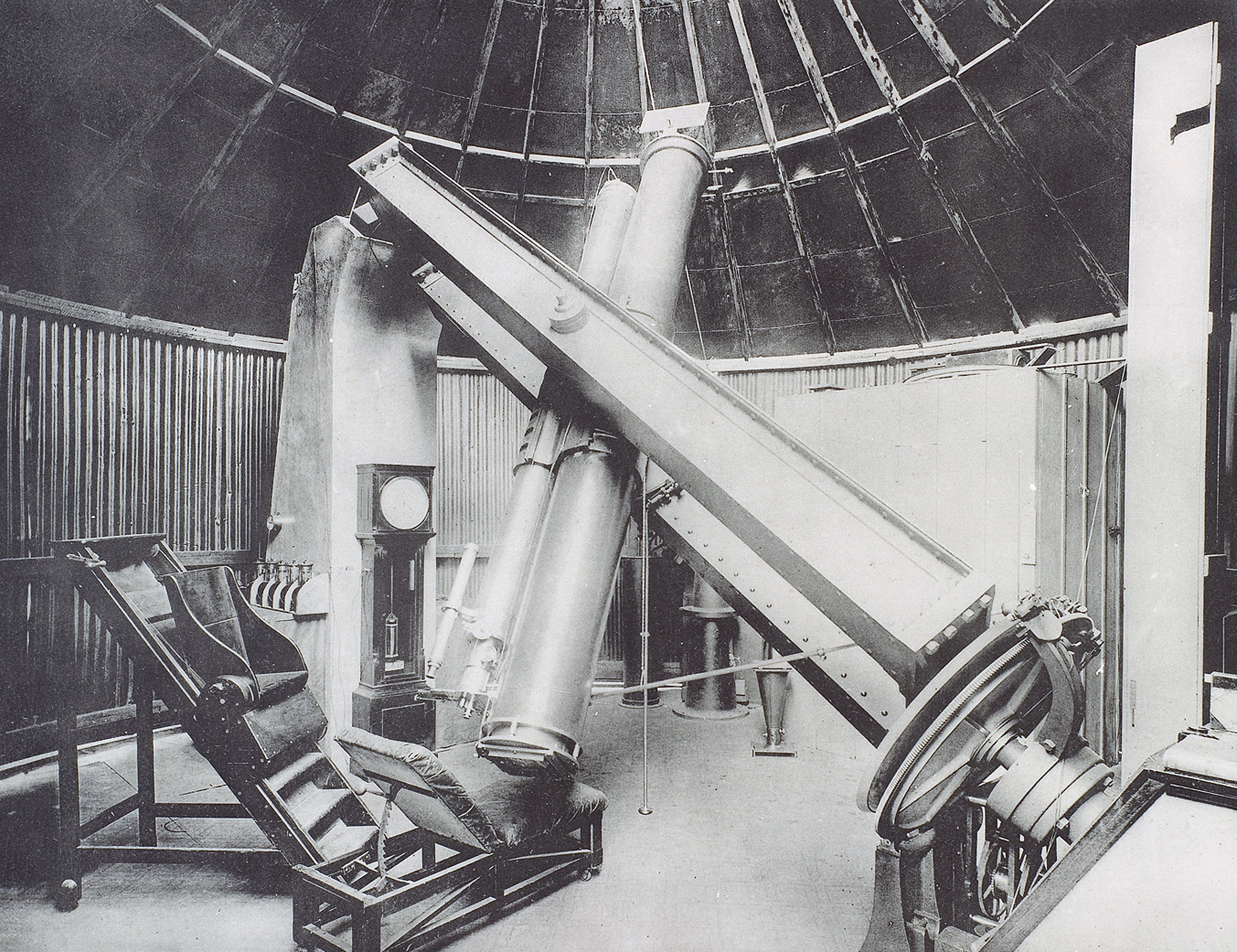
Sydney ‘Star Camera’, pour la Carte du Ciel

La technique fut appliquée pour des milliers d’autres étoiles par différents observatoires et astronomes, mais la tâche de réunir les différents travaux et établir un catalogue de référence fut une des activités de l’astronome Louise Freeland Jenkins au XXe siècle. Son travail et son catalogue (General catalogue of trigonometric stellar parallaxes) restera une référence jusqu’au lancement du satellite Hipparcos.
L’arrivée de la photographie amena, en 1887, un projet de très grande ambition: la Carte du Ciel. Il fut malheureusement abandonné après la création de nombreuses plaques photographiques avec la coordination de plusieurs observatoires pour calculer les coordonnées des étoiles. Néanmoins, la photographie est devenue une technique courante permettant de cartographier des grandes parties du ciel avec de nos jours l'utilisation de capteurs CCD.
Avec le projet Hipparcos adopté en 1980, le lancement du satellite en 1989 , puis la publication du catalogue Hipparcos l'astrométrie fit un bond en avant et cela améliora par un facteur 50 l'estimation des distances de milliers d'étoiles. Le satellite Gaïa a ensuite pris le relais en 2013. La précision des calculs d'Hipparcos fut ensuite améliorée par un facteur 100 et permit la cartographie de millions d'étoiles.

#### Encore plus loin
Les mesures des distances des objets très éloignés sont effectuées par des méthodes photométriques ou par l'utilisation d'indicateurs secondaires comme la loi de Tully-Fisher pour les galaxies, qui relie la vitesse maximale d'une étoile à la magnitude absolue de la galaxie.

## Galerie des instruments

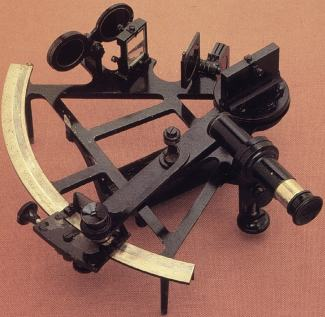
Sextant
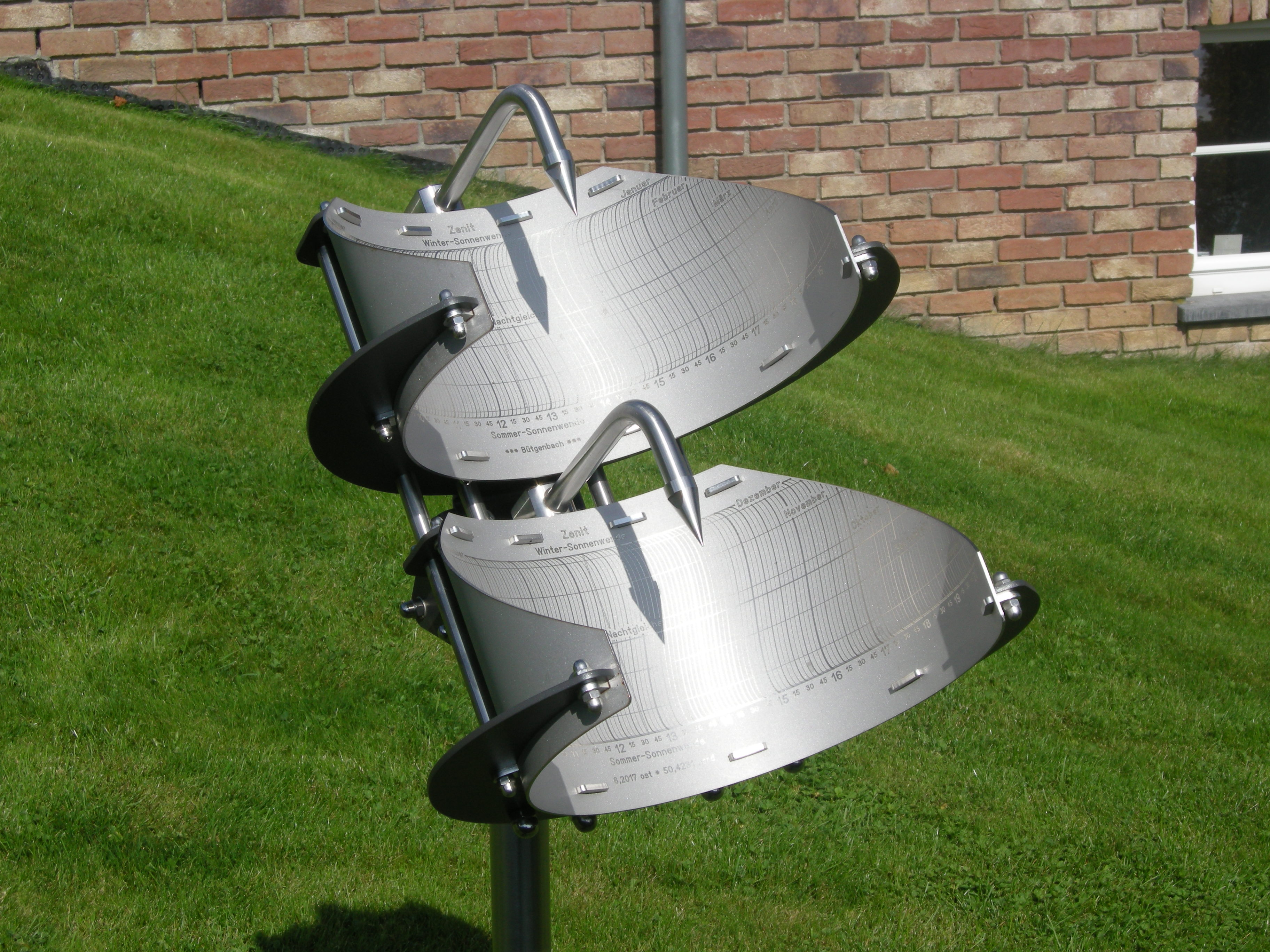
Cadran solaire de précision à Bütgenbach
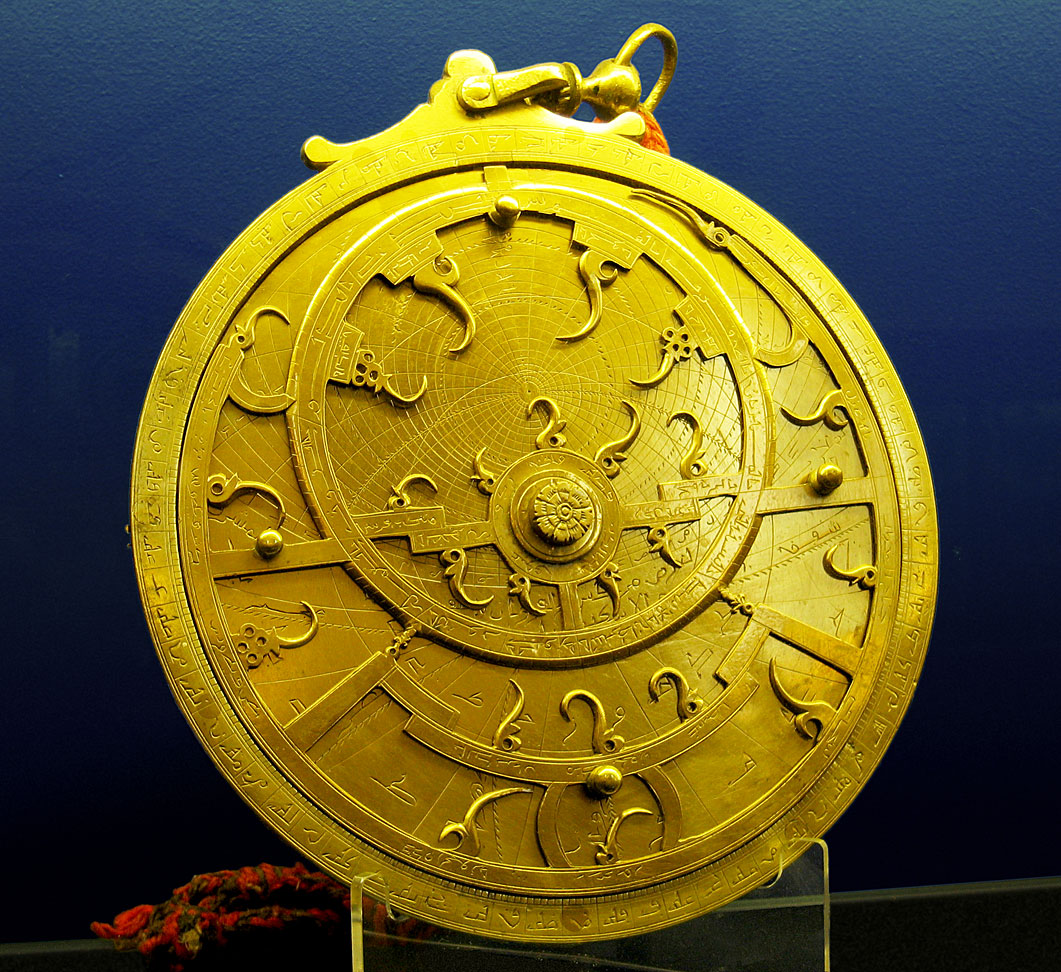
Astrolabe persan du XVIIIe siècle. Exposé au musée Whipple d'histoire des sciences, à Cambridge
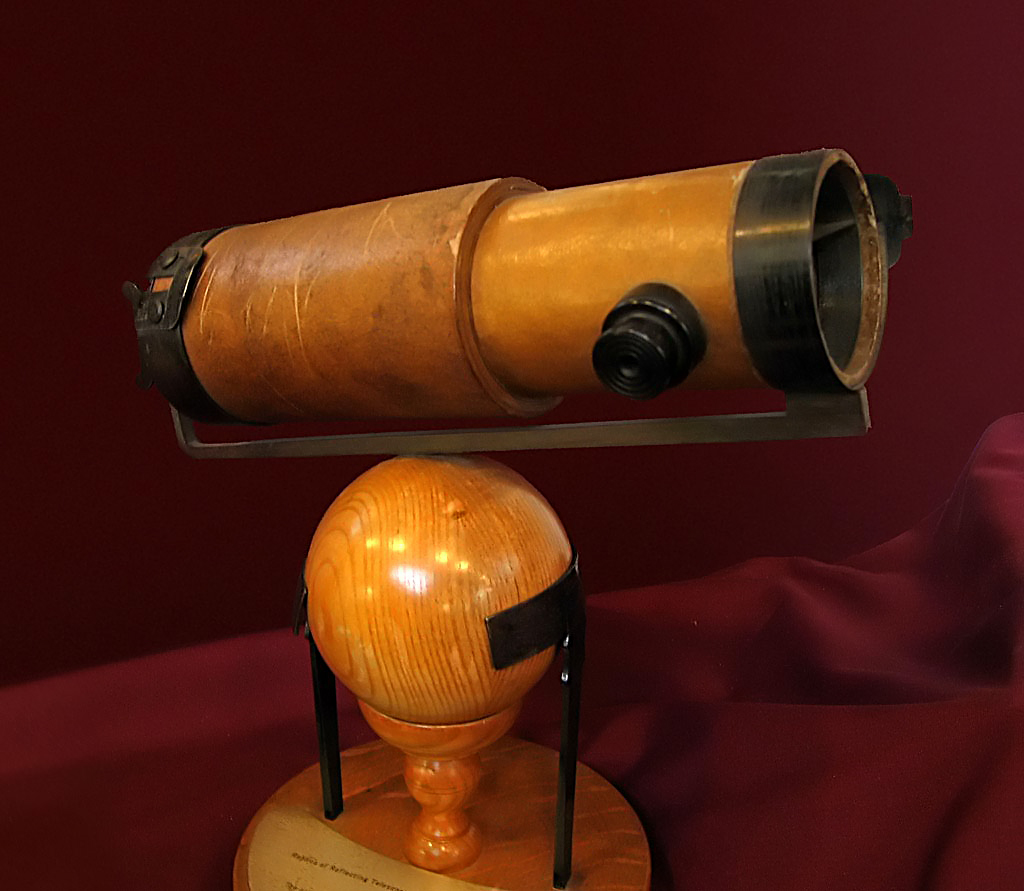
Réplique du télescope de 6 pouces qu'Isaac Newton présenta à la Royal Society en 1672
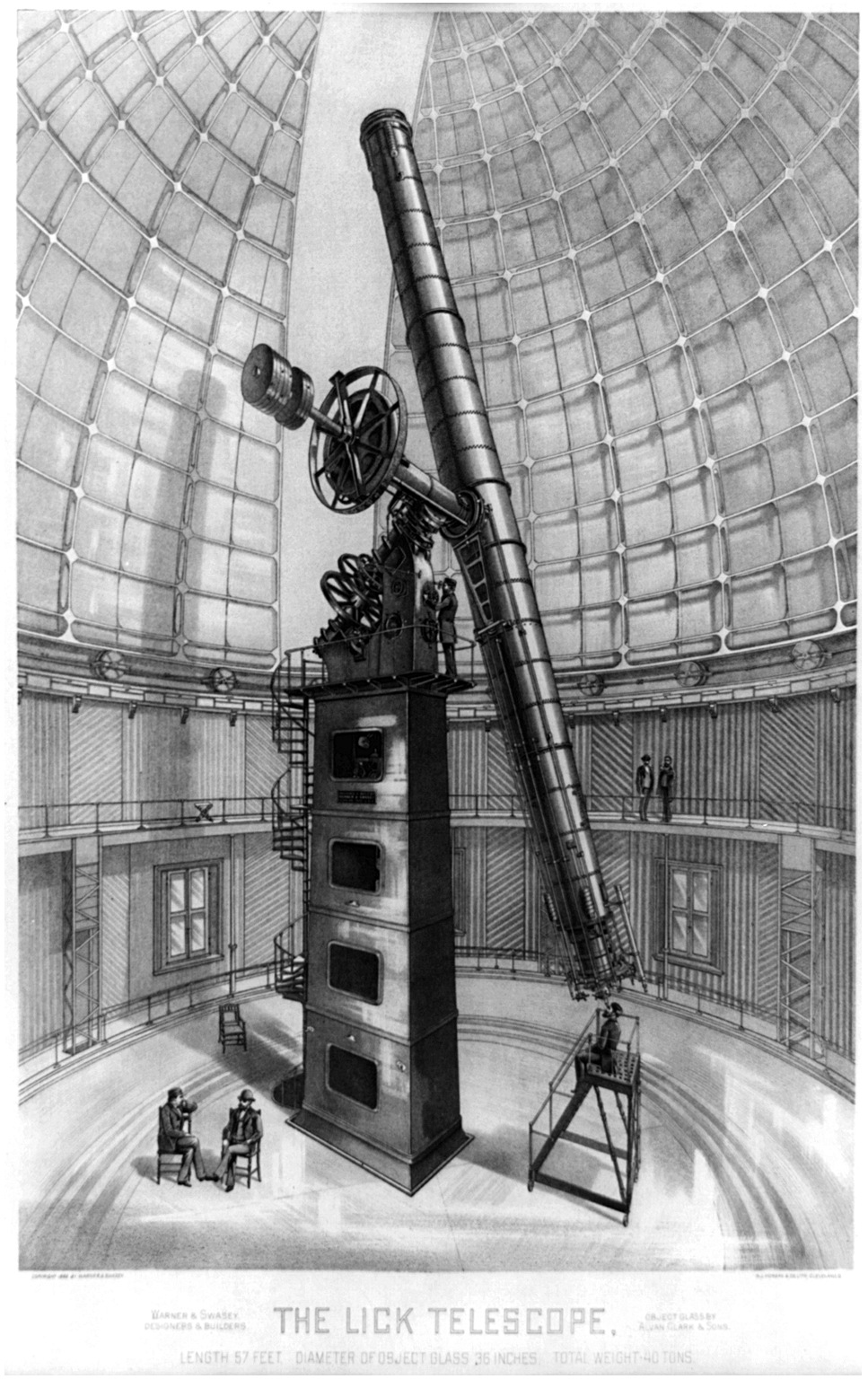
Télescope Crossley, 36 pouces (910 mm) situé à l'Observatoire Lick
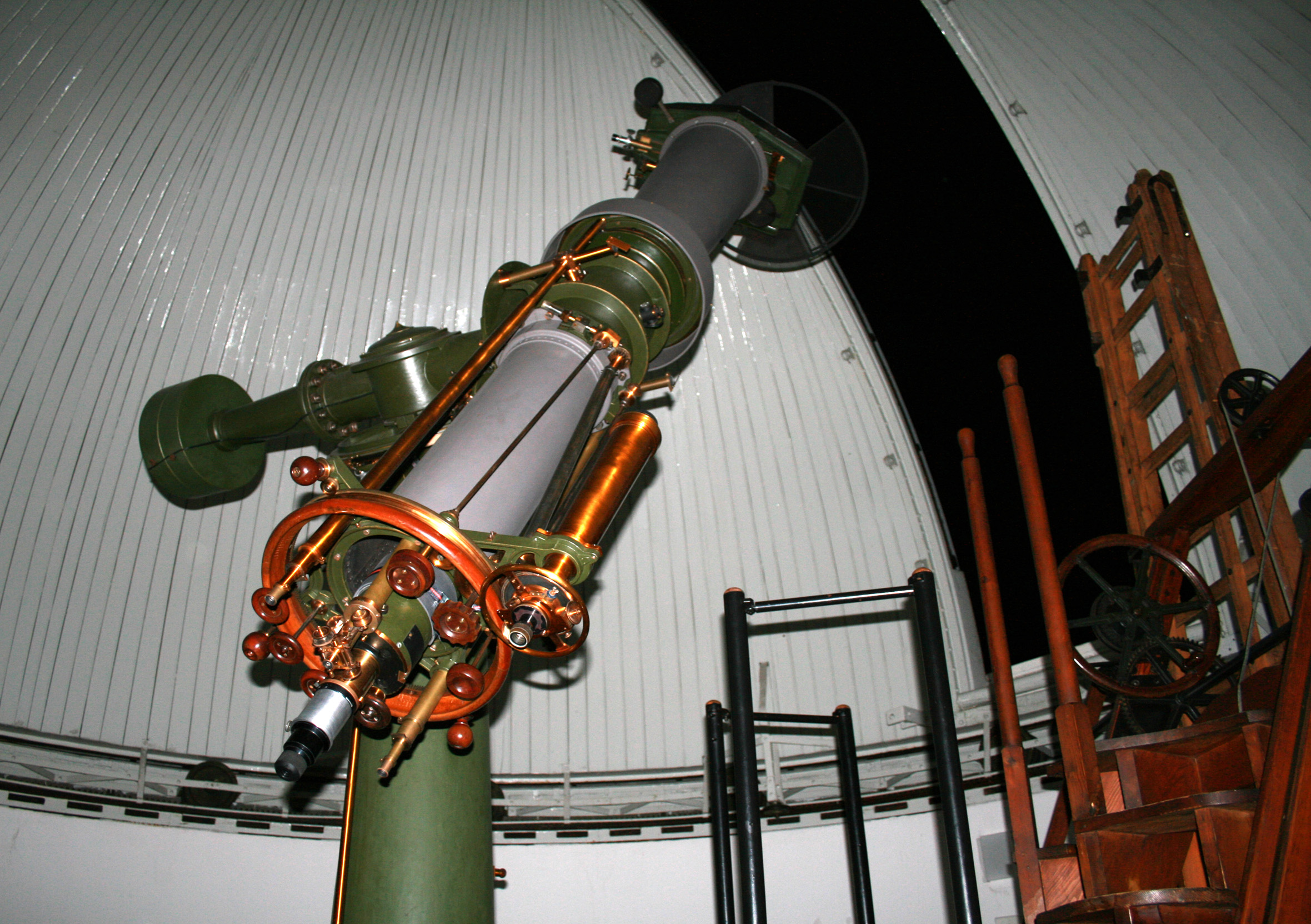
Héliomètre de l’observatoire Kuffner
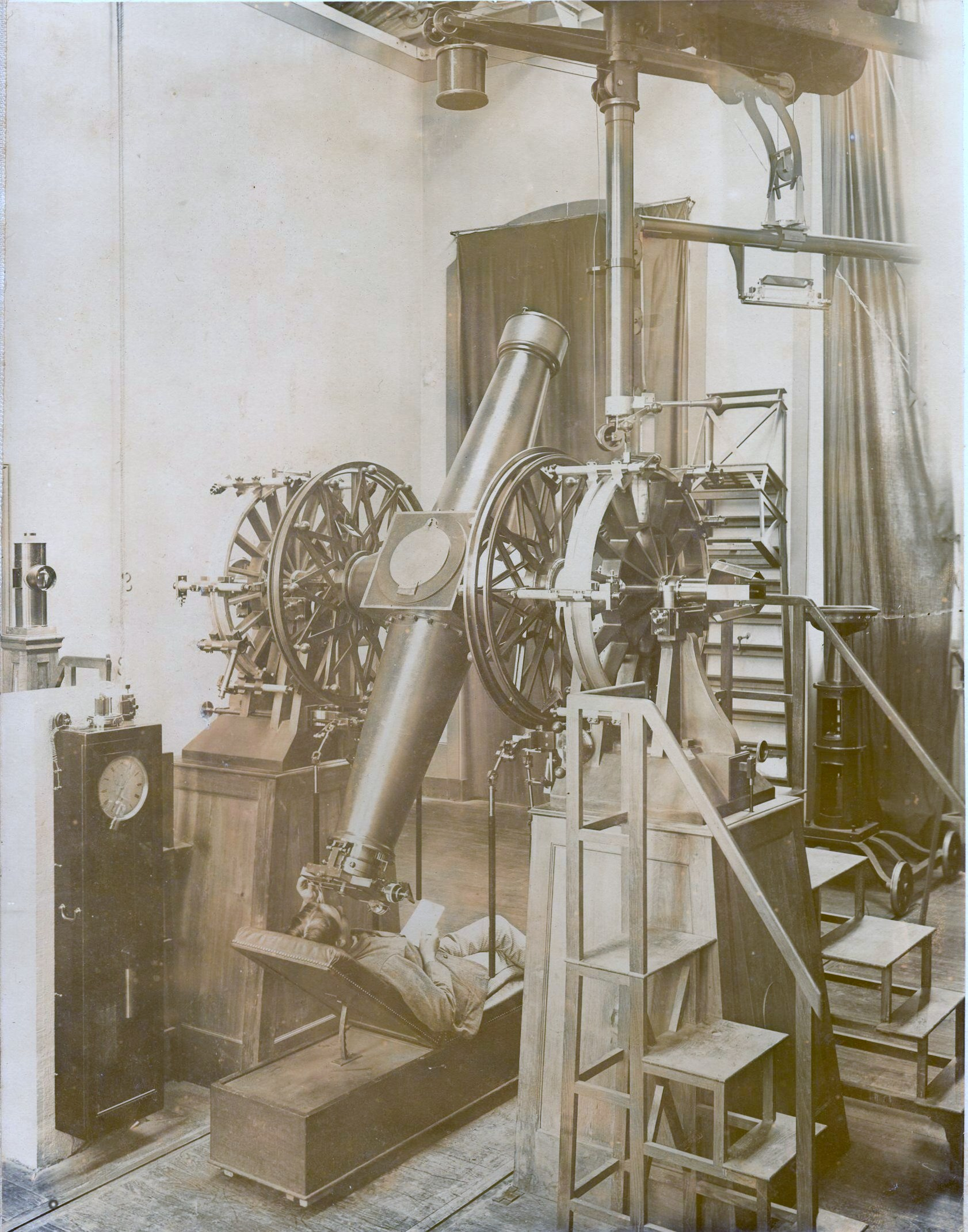
La lunette méridienne de l’Observatoire de Besançon à la fin du XIXe siècle

## Bases

### Systèmes de coordonnées

Système de coordonnées horizontales.

L'astrométrie peut s'effectuer à l'aide de différents systèmes de coordonnées célestes.
Le plus simple est le système de coordonnées horizontales, qui fait intervenir la « sphère locale ». Cependant, l'astrométrie moderne utilise le système de coordonnées polaires pour repérer la direction des astres. Chacun des astres doit être représenté par un point sur la surface d'une sphère de rayon unité. Pour repérer la position d'un des points, il faut la reporter sur deux plans perpendiculaires passant par le centre de la sphère à l'aide des deux autres angles.
Différents facteurs introduisent des erreurs dans la mesure de positions stellaires, incluant les conditions atmosphériques, les imperfections dans les instruments et des erreurs faites par l'observateur ou les mesures d'instruments. Plusieurs de ces erreurs peuvent être réduites par diverses techniques comme l'amélioration des instruments et la compensation des données.

### Parallaxe

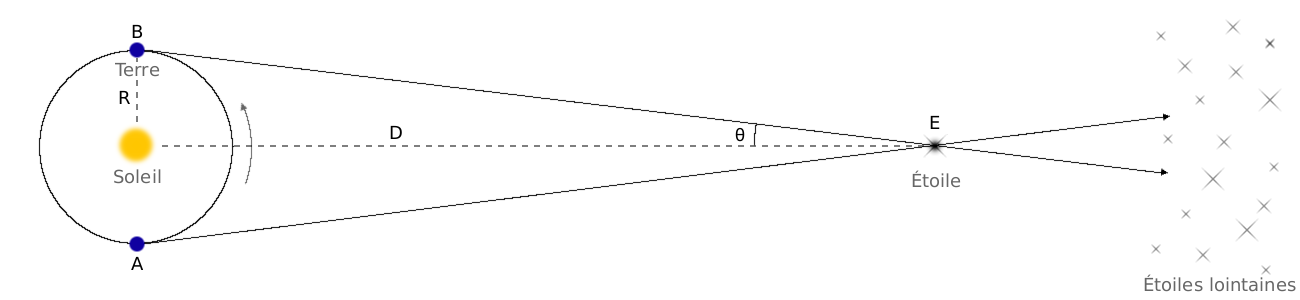
Schéma de la parallaxe annuelle.

Les premières estimations de la distance qui nous sépare des étoiles les plus proches ont été effectuées par des mesures précises de la parallaxe, une méthode de triangulation utilisant l'orbite terrestre comme référence.
Entre 1989 et 1993, le satellite artificiel Hipparcos, lancé par l'Agence spatiale européenne, a mesuré la parallaxe d'environ 118 000 étoiles avec une précision de l'ordre de la milliarcseconde, ce qui a permis de déterminer la distance d'étoiles éloignées de nous de plus de 1 000 parsecs.

## Programmes informatiques
Pour les astronomes amateurs, il existe plusieurs programmes permettant d'effectuer de l'astrométrie. Certains sont plus performants que d'autres. Astrometica de Herbert Raab offre beaucoup de fonctions d'analyse et il est idéal pour les besoins des astronomes amateurs. Un autre logiciel très efficace et convivial est LagoonAstrométrie de Benjamin Baqué. Mais ce dernier est plutôt destiné à l'identification d'objet.
- Astrometrica
- Astrometry.net
- XParallax viu
- USNO Astrometric Archive Server
- MPO (computer program)